# Scooby-Doo! Night of 100 Frights
Scooby-Doo! Night of 100 Frights is een computerspel gebaseerd op de animatieserie Scooby-Doo. Het spel is ontwikkeld door Heavy Iron Studios en uitgebracht door THQ voor de GameCube, PlayStation 2 en Xbox. Het is het eerste Scooby-Doo spel voor de zesde generatie consoles.
Het spel werd in 2003 een grote hit, en kreeg een vervolg genaamd Scooby Doo: Mystery Mayhem.

## Gameplay
In het spel neemt de speler de rol aan van Scooby-Doo. Scooby moet zijn verloren vrienden zien terug te vinden en het raadsel van de geheimzinnige Mastermind oplossen. De levels zijn gebaseerd op een griezelig landhuis, een grot, een kerkhof, een pier, een vissersdorpje, een doolhof, en groen huis, scheepswrakken, een geheim lab, een wijnkelder, de daken van een stad en bijna 100 kamers in het landhuis.
Scooby moet telkens voorwerpen verzamelen om verder te kunnen. Geregeld komt het voor dat hij naar een vorig level moet terugkeren na een nieuw voorwerp te hebben bemachtigd om iets te doen dat voorheen niet kon.

## Verhaal
Het verhaal begint wanneer Daphne’s vriend Holly, die een beroemde uitvinder is, spoorloos verdwijnt. Fred en Velma zijn bereid Daphne te helpen, maar Shaggy en Scooby aarzelen. Terwijl de groep een mysterieus landhuis doorzoekt valt Shaggy in een gat en moet Scooby hem vinden. Terwijl hij zoekt vindt Scooby Holly in een kast. Holly beweert aangevallen te zijn door “Mastermind”. Deze Mastermind heeft veel oude vijanden van Mystery Inc. weer tot leven gebracht.
Scooby doorzoekt eerst het landgoed buiten het huis, waar een mysterieuze terreinknecht hem een schep geeft waarmee Scooby de sleutel naar een vissersdorpje kan opgraven. In het dorp vindt Scooby de spring uitvinding van de professor, die hem in staat stelt hoger en verder te springen. Scooby gaat terug naar het landgoed en gebruikt zijn nieuwe springvermogen om de sleutel naar een doolhof te pakken. Scooby verkent het doolhof met vele levels tot hij een helm vindt die hem in staat stelt monsters de verslaan die de weg blokkeren. Terug in het landhuis kan Scooby de helm gebruiken om door spinnenwebben te breken en zo in nieuwe kamers te belanden. Op het balkon kan Scooby een harnas bemachtigen waarmee hij ongezien langs monsters kan sluipen. Hij gaat het dak op, waar hij Mastermind confronteert. Hij beweert niet alleen Holly, maar ook de rest van Mystery Inc. te hebben gevangen.
Scooby moet eerst de Black Knight verslaan om Velma te redden. Nu het gevecht voorbij is krijgt Scooby de galoshes waarmee hij over kleverige oppervlaktes kan lopen. Hiermee kan Scooby terugkeren naar het vissersdorpje en de vuurtoren betreden, alwaar hij de button smash uitvinding vindt waarmee hij deuren kan openen en monsters verslaan. Ook vindt hij in een geheime gang de plunger uitvinding, waarmee hij glibberige oppervlaktes kan beklimmen. Met deze spullen gaat Scooby terug naar het doolhof en kan nu aan de andere kant van het doolhof de klippen afdalen. De klippen leiden naar een kerkhof. Hier red Scooby Daphen van de Green Ghost. Als beloning krijgt Scooby van Holly een paraplu waarmee hij door de lucht kan zweven.
Met de parasol keert Scooby terug naar de vuurtoren, en kan nu naar het scheepswrak dat naast de toren ligt zweven. Hier moet Scooby Redbeard's ghost verslaan om Fred te redden. Velma duikt ook op en het trio gaat naar het geheime lab onder het landhuis. Shaggy komt ook weer tevoorschijn. Onderweg bemachtigd Scooby nog kauwgum en zeep, die hij gebruikt om de laatste monsters te verslaan. In het lab ontdekt hij dat Mastermind de hele tijd hologrammen gebruikte. Scooby confronteerde Mastermind zelf terwijl de rest van het team een val zet. Scooby verslaat Mastermind.
Dan komt de ontmaskering en blijkt Holly zelf Mastermind te zijn. De Holly die bij het team was, was ook een hologram. Ze wilde dat Mystery Inc. zou denken dat haar oom, de uitvinder van de hologrammen, Mastermind was zodat ze hem zouden arresteren en zij alles voor zichzelf kon houden.

## Monsters
De monsters in het spel zijn op Mastermind na allemaal overgenomen uit de animatieserie.

### Eindbazen
- The Black Knight-
- Redbeard's Ghost
- The Green Ghost
- Mastermind

### Ander monsters
- The Space Kook
- The Tiki Witch Doctor
- Caveman
- Witch
- The Tar Monster
- The Gargoyle
- The Ghost of Captain Cutler
- The Ghost of Captain Moody
- The Creeper
- The Wolfman
- Zombie
- The Headless Spectre
- The Scarecrow
- The Funland Robot
- The Ghost of Geronimo
- Sea monster

## Muziek
Tijdens de eindbaasgevechten wordt muziek gespeeld. Ook kan muziek worden ontsloten door de voorwerpen van een bepaald monster te verzamelen. De muzieknummers in het spel zijn:
- Black Knight After You
- The Green Ghost
- The Ghost of Redbeard
- Night of 100 Frights aka, Who Are You, Mastermind
- Scooby Doo, Where Are You? Techno Remix
- Scooby Doo, Where Are You? Theme Song

## Cast
De stemmen van de personages in het spel zijn door de volgende personen ingesproken.
- Scott Innes - Scooby-Doo en Shaggy Rogers
- Frank Welker - Fred Jones
- B.J. Ward - Velma Dinkley
- Grey Delisle - Daphne Blake en Holly
- Don Knotts – De terreinknecht
- Tim Conway - Professor Alexander Graham
- Tim Curry - Mastermind